# Linnaemya eburneola
Linnaemya eburneola är en tvåvingeart som beskrevs av Villeneuve 1935. Linnaemya eburneola ingår i släktet Linnaemya och familjen parasitflugor.
Artens utbredningsområde är Kongo. Inga underarter finns listade i Catalogue of Life.